# Sennoi (Krasnodar)
|  | Per a altres significats, vegeu «Sennoi». |

Sennoi - Сенной (rus) és un poble (un possiólok) del krai de Krasnodar, a Rússia. Es troba a la península de Taman, a la vora de la badia de Taman, a l'estret de Kertx. És a 31 km a l'oest de Temriuk i a 158 km a l'oest de Krasnodar.
Pertanyen a aquest possiólok els possiolki de Primorski i Solioni.

## Història

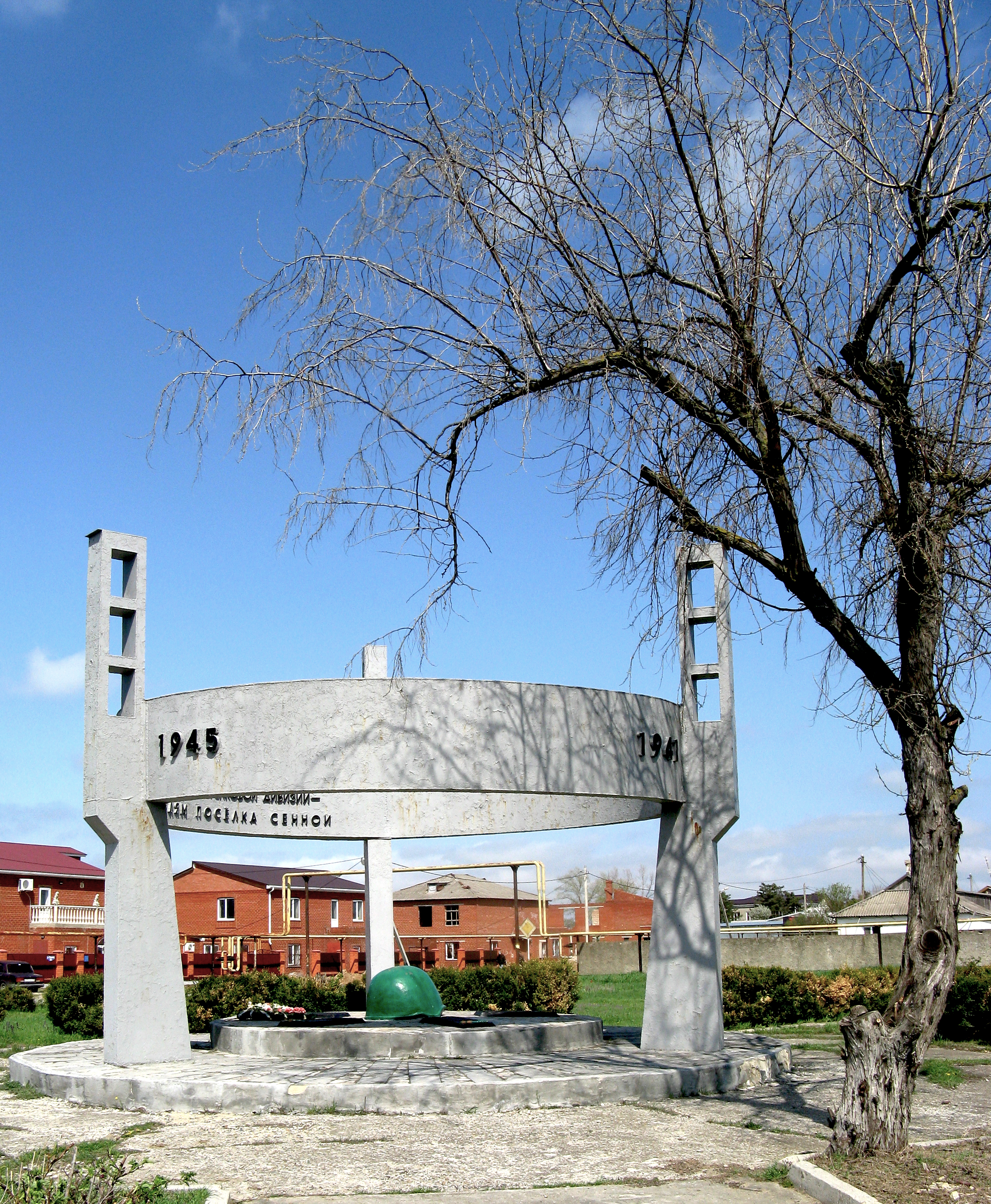
Monument a la Segona Guerra Mundial.

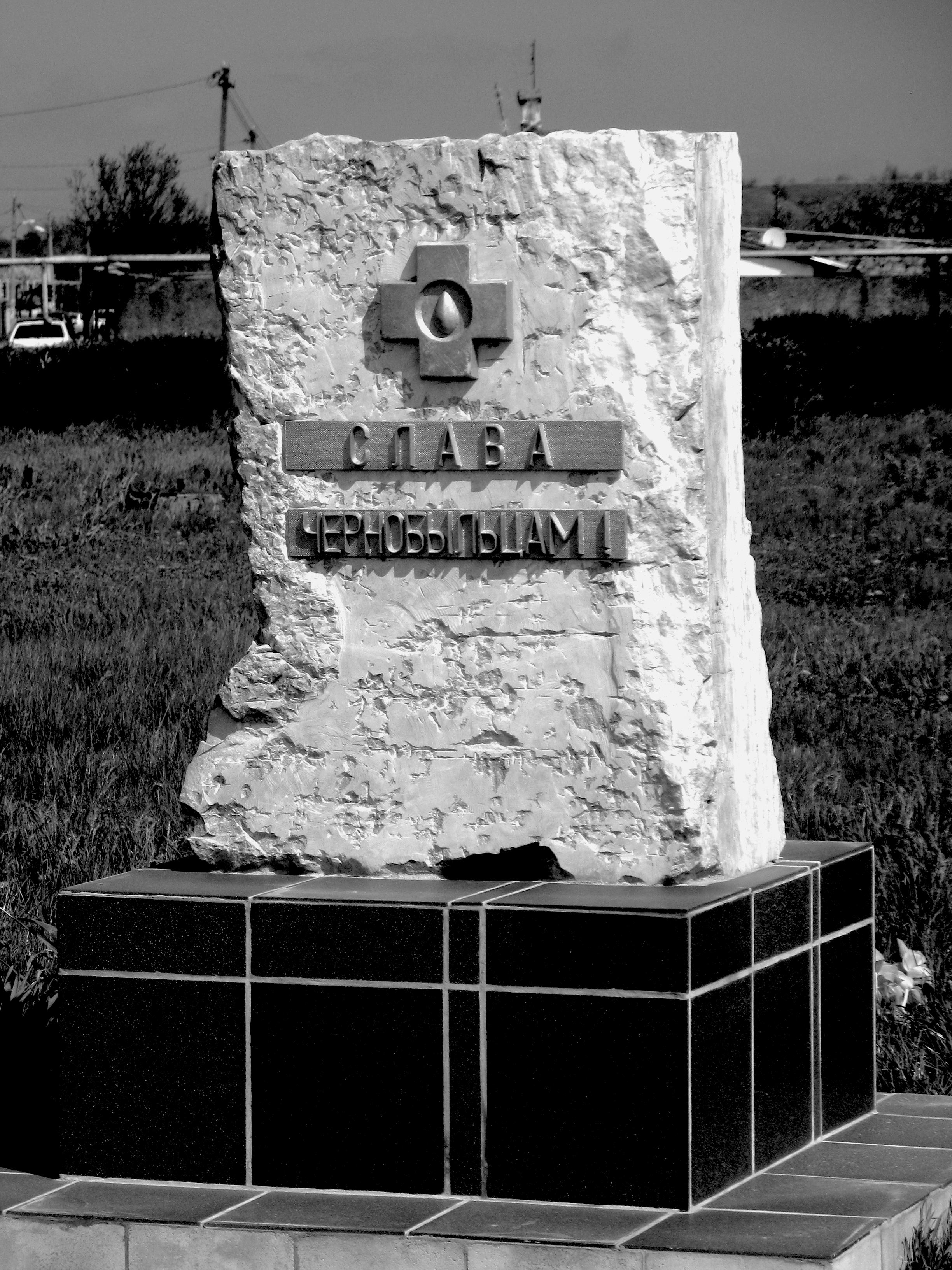
Monument a les víctimes de l'accident de Txernòbil.

La vila es fundà el 5 de juliol del 1794 com l'assentament cosac Kanevski, pertanyent a l'estació de correu postal Urotxisxe Sennaia Balka, i més tard obtingué l'estatus de stanitsa amb el nom de Sennaia. Es desenvolupà gràcies a la construcció del ferrocarril a Port Kavkaz.